# Eno Bellis
Eugenio Giovanni Antonio Bellis, detto Eno (Oderzo, 30 agosto 1905 – Oderzo, 28 marzo 1986), è stato uno storico, archeologo e scrittore italiano.

## Biografia
Diplomato in ragioneria, è ritenuto il massimo studioso della storia di Oderzo, città della quale fu anche giovane podestà dal 1930 al 1935 nonché primo presidente della neonata Unione Sportiva Opitergina (1946-1948). Più in generale, alla metà del XX secolo è stato uno dei pionieri per quanto riguarda la ricerca e la documentazione storica del territorio opitergino-mottense, di cui ha lasciato ampia testimonianza nelle sue pubblicazioni, in particolare negli Annali opitergini, considerati la sua opera più rilevante, e nelle Origini di Oderzo, quella su cui lavorò praticamente per tutta la vita.
Per l'impegno e la passione posti in questa sua attività, nel 1952 fu nominato ispettore onorario delle Antichità Opitergine dalla Soprintendenza alle Belle Arti del Veneto, e furono proprio i suoi studi e la sua «attiva partecipazione» in collaborazione con la soprintendenza archeologica e il comune di Oderzo che permisero di condurre negli anni cinquanta e sessanta una serie di campagne di scavo e di indagine sulla topografia della città antica e in periferia (la campagna del 1955 presso la Mùtera di Colfrancui, poi ripresa nel 1982).
Fu anche corrispondente dell'Ateneo Veneto e membro della Commissione d'Arte sacra della diocesi di Vittorio Veneto. Ottenne la medaglia di bronzo per i benemeriti dell'Arte e il titolo di Cavaliere ufficiale della Repubblica. Dal 1978 fino alla morte, fu direttore del museo civico della sua città.
Alla sua memoria il comune di Oderzo ha intitolato nel 1994 il museo archeologico da lui diretto e una strada cittadina. Parte del suo archivio storico e la sua collezione di 1500 volumi storici sono state donate alla biblioteca comunale (Fondo Eno Bellis) mentre, dopo la morte nel 2006 della vedova Ida Gasparinetti (intima amica della pittrice Gina Roma e pittrice ella stessa), è andato disperso quanto ancora rimaneva dell'archivio storico.

## Pubblicazioni
- Annali opitergini. Appunti per una storia di Oderzo negli ultimi dieci secoli, Oderzo, Comune, 1957-1960. Rist. anastatica, 1988.[5]
- Marciano, vescovo opitergino, Oderzo, Bianchi, 1957.
- Cenni storici sul Duomo di Oderzo, Oderzo, Comune, 1958. 2ª ed. (postuma), Ponzano, Vianello Libri, 1989.
- Oderzo Romana, Oderzo, Bianchi, 1960. Rist. anastatica, 1978.
- "La centuriazione dell'agro opitergino a sud della città", in Quaderni della Società Amici di Opitergium, n. 1, 1960.
- Origini di Oderzo, Oderzo, Coden, 1960. 2ª ed., Bianchi, 1964. 3ª ed. riveduta e ampliata, 1973. 4ª ed. riveduta e ampliata, Coden, 1979.[6]
- "Strade romane nell'opitergino", in Quaderni della Società Amici di Opitergium, n. 3, 1962, pp. 3–15.
- Conventi, chiese minori, oratori nella vecchia Oderzo, Treviso, La Tipografica, 1963.
- Piccola storia di Oderzo romana, Treviso, La Tipografica, 1968. 2ª ed. riveduta e ampliata, Oderzo, Bianchi, 1978. Rist. anastatica, Sala Bolognese, Forni, 1983.
- Antonio Scarpa,[7] Oderzo, Lions Club, 1968.
- I Bellis: breve storia della famiglia, Oderzo, P. Bellis, 1973.
- Sculture e mosaici romani del Museo civico di Oderzo (a cura di Elisabetta Baggio Bernardoni), Treviso, Marton, 1976.
- La cultura a Oderzo, Oderzo, Bianchi, 1979.
- Questa nostra città: divagazioni opitergine, Oderzo, Coden, 1979.[8]
- Chiarano - Cenni storici, Chiarano, Comune, 1980.
- Oderzo: lineamenti di storia e cultura (con Arturo Benvenuti e Daniele Cerruti), Oderzo, Marin, 1980.
- San Polo di Piave - Cenni storici, San Polo di Piave, Comune, 1982.
- Storia di Cessalto, Cessalto, Comune, 1983.
- La chiesa di San Giorgio in San Polo di Piave e i suoi affreschi (con Agostino Contò, Luciano Mingotto, Sergio Molesi e Mario Padovan), San Polo di Piave, Comune, 1984.
- Fontanelle - Cenni storici, Fontanelle, Comune, 1984.
- Colfrancui: una parrocchia giovane per una comunità antica (a cura di Giuseppe Migotto), Oderzo, Litografia Opitergina, 1988.[9]

## Testi inediti
Si tratta di alcuni studi su altrettante famiglie opitergine mai pubblicati e della prima
- Carta archeologica di Oderzo, con indicazione simbolica dei rinvenimenti (scala 1:7000 ca.), del 1954[10]
- Gli Amalteo[11]
- I Melchiori
- I Federici
- I Lucheschi
- I Tomitano